# Henrique Cintra Ferreira Ornellas
Henrique Cintra Ferreira Ornellas (Itapira, por volta de 1920 - 21 de agosto de 1973), advogado criminalista formado pela Faculdade de Direito da USP, nasceu em Itapira, interior de São Paulo, em data não determinada no ano de 1920. É filho de Henrique Cintra de Ornellas e Maria Ferreira de Ornellas e neto do juiz Manoel Agusto de Ornellas, que empresta nome ao Fórum da Comarca de Itapira. Foi casado com Yara Walkyria de Carvalho Ornellas, com quem teve dois filhos. Era habitante da cidade de Arapongas, no Paraná. 
Morreu em decorrência de tortura dentro de unidade militar do Exercito Brasileiro em circunstâncias não esclarecidas na prisão, era investigado por suposto envolvimento na oposição à ditadura militar brasileira. Esse caso foi analisado pela Comissão Nacional da Verdade.

## Prisão e morte de um inocente
O itapirense foi preso em sua casa no dia 16 de agosto de 1973, no auge da repressão ditatorial quando já residia e trabalhava no estado do Paraná mais precisamente na cidade de Arapongas, a captura foi feita por um comando da Polícia Federal (PF) de Londrina e de militares do 30º Bimtz de Apucarana, comandava a operação o Capitão de Infantaria Romariz (Ismar de Moura Romariz), notório torturador e sádico, formado pela AMAN no ano de 1961 e que dirigia uma célula do DOI-CODI dentro do quartel de Apucarana (30- Bimtz), na ocasião foram presos além de Ornellas outros cidadãos. Durante o ato de sua prisão sua casa o foi vasculhada por pouco mais de seis horas pelos agentes,que destruíram objetos e pertences pessoais. Enquanto a varredura era feita seus filhos mais novos de seu casamento com Yara Walkyria de Carvalho Ornellas — Juliana e Manoel Augusto, na época com dezesseis e 18 anos respectivamente — foram mantidos sob vigilância dos policiais e sob a  mira de armas. Eles viram seu pai ser levado pelos militares para o 30º Batalhão de Infantaria motorizada do Exército de Apucarana, sendo ali torturado e passado a noite com as outras pessoas da região que também foram presas, no dia seguinte foram transferidos algemados para Brasília, por meio de um  avião da Força Aérea Brasileira (FAB). O advogado foi mantido preso em uma cela do Comando Militar do 8ª Grupo de Artilharia Anti-Aérea, onde foi encontrado morto no dia 21 de agosto de 1973, pendurado no basculante da janela do banheiro por meio de três gravatas e um cinto, causa morte: asfixia por enforcamento. Ele estava usando o mesmo pijama que vestia no momento da prisão e levava consigo um maço de cigarros, um medicamento prescrito pelo médico da prisão, um par de alpargatas e uma toalha mofada.
De acordo com investigações da Comissão Nacional da Verdade, a acusação de sua prisão foi forjada para fazer parecer que havia uma ligação com uma quadrilha de assaltantes  e homicidas supostamente ligados à subversão. O inquérito policial militar nº 412/73 concluiu que ‘‘os elementos presos não constituíam ameaça à Lei de Segurança Nacional’’.

## Dados da Comissão da Verdade
Dados do Dossiê dos Mortos e Desaparecidos Políticos a partir de 1964, afirmam que de acordo com informações cedidas a imprensa pelo general Antônio Bandeira (general), Ornellas cometeu suicídio no local onde estava preso apenas para investigação. Segundo do depoimento do general Henrique Cintra Ferreira Ornellas foi encontrado sem vida, em sua cela no dia 21 de agosto de 1973, pendurado no basculante da janela do banheiro por três gravatas pretas de tergal e um cinto preto, trajando pijama, o mesmo que usava ao ser preso cinco dias antes”.
O inquérito que pediu a prisão de Ornellas não comprovou seu envolvimento com atividades criminosas e que apenas ele teria participado de um caso no qual fora advogado de alguém investigado por integrar a tal quadrilha, visto que era um dos advogados criminalistas mais procurados na região em que atuava e residia. O general em depoimento para Comissão Especial de Mortos e Desaparecidos (CEMDP), votou pelo deferimento do caso que foi então aprovado por unanimidade em 20 de junho de 1996, passando, então, a ser investigado. Os conselheiros da comissão Nilmário Miranda e Suzana Keniger Lisbôa registraram em ata suas declarações de voto discordando da versão de suicídio, por serem evidentes as provas de terem sido forjados o suicidio,  para justamente isentar as forças armadas pela tortura e morte.
- Ornellas foi enterrado em Arapongas em presença de integrantes da OAB (Ordem dos Advogados do Brasil) de diversos estados. A instituição protestou ferrenhamente na imprensa contra a prisão arbitrária de Henrique Ornellas e seu desfecho vergonhoso. Em relatório da Comissão da Verdade confirmou-se o não envolvimento de Ornellas em nenhuma militância partidária conhecida ou ilícitos. O a época militar do exército Capitão Romariz responsável pela prisão e tortura de Ornellas nunca foi punido e ficou ocultado pelo exército até a anistia de 1979, seus registros junto ao Exercito foram apagados e acobertados,  sabe-se que foi transferido sempre em sigilo para os estados do Mato Grosso, Minas Gerais e Brasilia. No ano de 1982 o referido militar foi para a reserva sendo aposentado na patente de Coronel. No ano de 2020 permanecia escondido na capital do Rio de Janeiro e nunca respondeu por seus crimes e a nenhum dos processos as quais foi citado por suas dezenas de vitimas. Seu nome foi gravado na lista de torturadores que agiram de forma violenta a mando do estado e aparece no livro Brasil Nunca mais e também com destaque nos livros de autores paranaenses que se dedicaram ao estudo da tortura após o golpe de 1964.

## Outros Casos envolvendo tortura do regime militar.
O caso segue sob investigação da Comissão da Verdade e tem até dia 31 de dezembro do presente ano para apresentar relatório circunstanciado contendo as atividades realizadas, os fatos examinados, as conclusões e as recomendações, não só do caso de Ornellas, como de outros 66 casos em andamento, atualmente. No ano passado, a CNV (Comissão Nacional da Verdade) divulgou uma lista com 44 pessoas mortas durante o período da ditadura militar cujas versões oficiais da época apontaram para suicídio. Em todos os casos foram encontrados evidências de ludíbrio nos resultado necroscópicos, como por exemplo em fotos dos cadáveres. A lista foi elaborada por peritos, pesquisadores e membros da comissão, integrantes do grupo de trabalho Graves Violações de Direitos humanos.
Desde 2010, o MPF (Ministério Público Federal) investiga também o caso de Henrique Cintra Ferreira de Ornellas e de outras três pessoas. O órgão busca identificar a  responsabilidade de autoridades das Forças armadas nos casos que culminaram nas mortes ocorridas entre fevereiro de 1970 e agosto de 1973.
 Ocorre que desde a eleição de 2019 se instalou no País um governo que defende a tortura e enaltece figuras que no passado cometeram crimes no periodo da ditadura militar, fato que este que compromete a busca pela verdade e principalmente a que seja dada uma resposta a sociedade, especialmente as famílias das vitimas do estado Brasileiro.